# Aysgarth-Wasserfälle
Die Aysgarth-Wasserfälle sind ein dreistufiges System von Wasserfällen im River Ure im Wensleydale in Yorkshire, England. Die Fälle erstrecken sich über eine Strecke von ca. 800 m, auf der der Fluss einen Höhenunterschied von 30 m überwindet.
Die Aysgarth-Fälle sind als Site of Special Scientific Interest (SSSI) ausgezeichnet und liegen im Yorkshire Dales National Park.
Die Wasserfälle liegen in der Nähe der Ortschaft Aysgarth und sind seit über 200 Jahren eine Attraktion für Besucher, darunter John Ruskin, der Maler J. M. W. Turner, der sie auch gemalt hat, oder William Wordsworth. Die Fälle waren auch im Film Robin Hood – König der Diebe zu sehen.

## Galerie

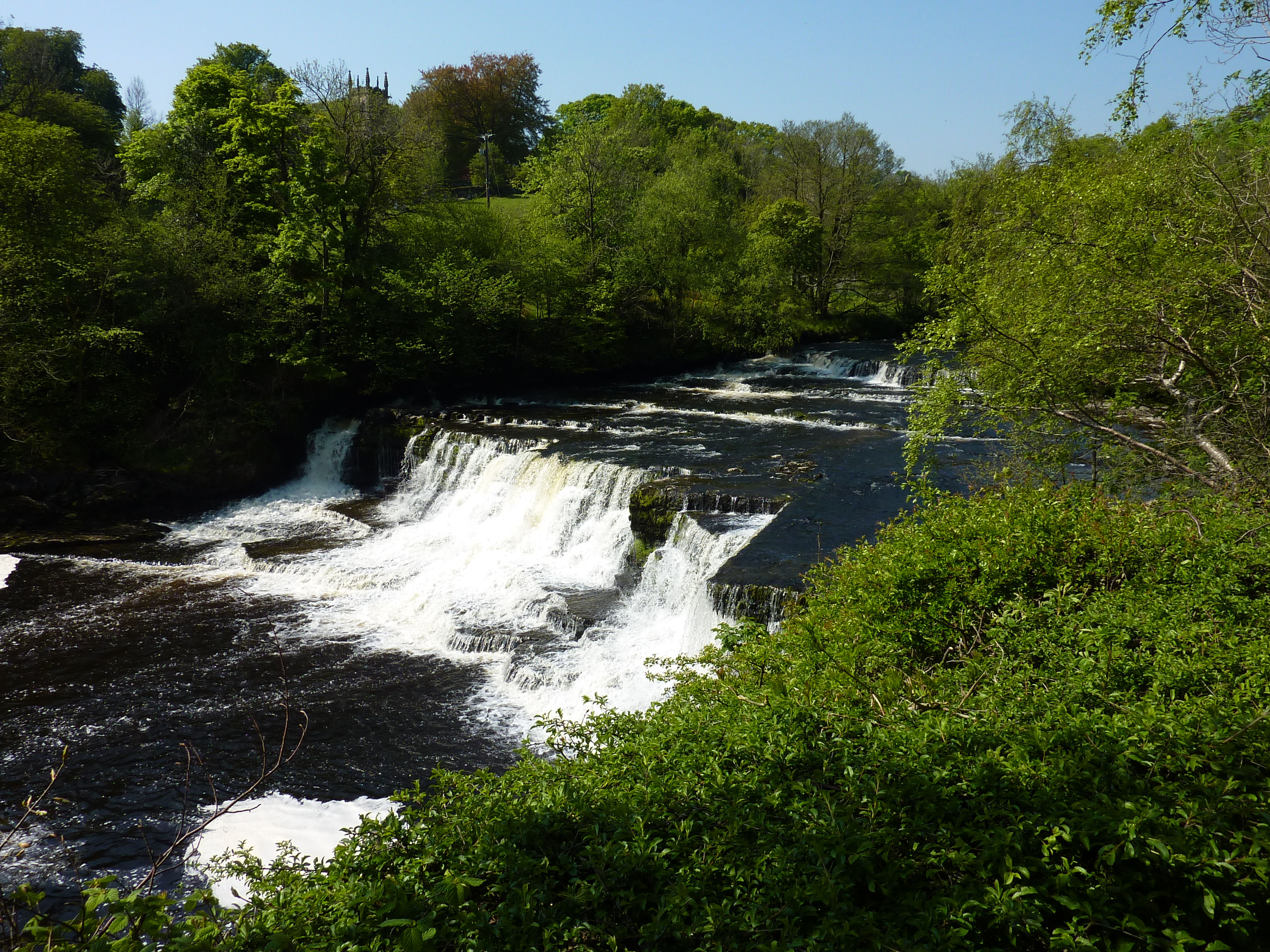
Mittlerer Aysgarth-Wasserfall
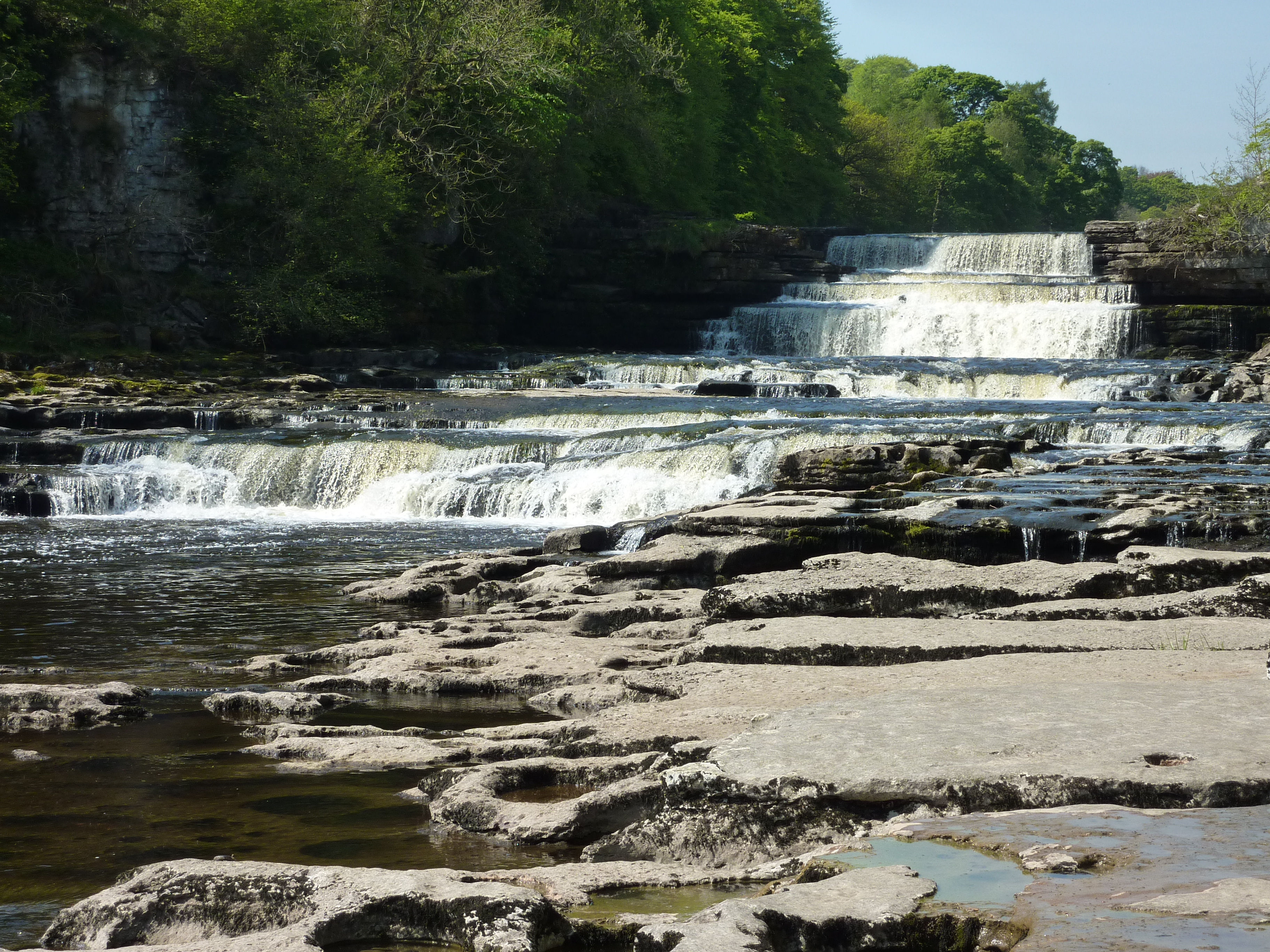
Unterer Aysgarth-Wasserfall